# Кунстхалле Мангейма
Кунстхалле Мангейма (нем. Kunsthalle Mannheim) — музей современного искусства, основанный в 1909 году в Мангейме, Германия. С тех пор здесь размещались коллекции произведений искусства города, а также временные выставки (включая, вплоть до 1927 года, работы местного союза художников, а также его штаб-квартиру).

## Коллекция
Большая часть коллекции была сформирована первыми директорами Кунстхалле, искусствоведами Фрицем Вихертом и Густавом Фридрихом Хартлаубом. На начало 2020-х годов она включала около 1900 картин, 860 скульптур, инсталляций и объектов мультимедийного искусства, 34 000 графических произведений и 800 предметов декоративно-прикладного искусства. Кроме того, экспонируются 38 произведений Ансельма Кифера, предоставленных для долгосрочного демонстрирования бизнесменом Гансом Гроте.

## Архитектура

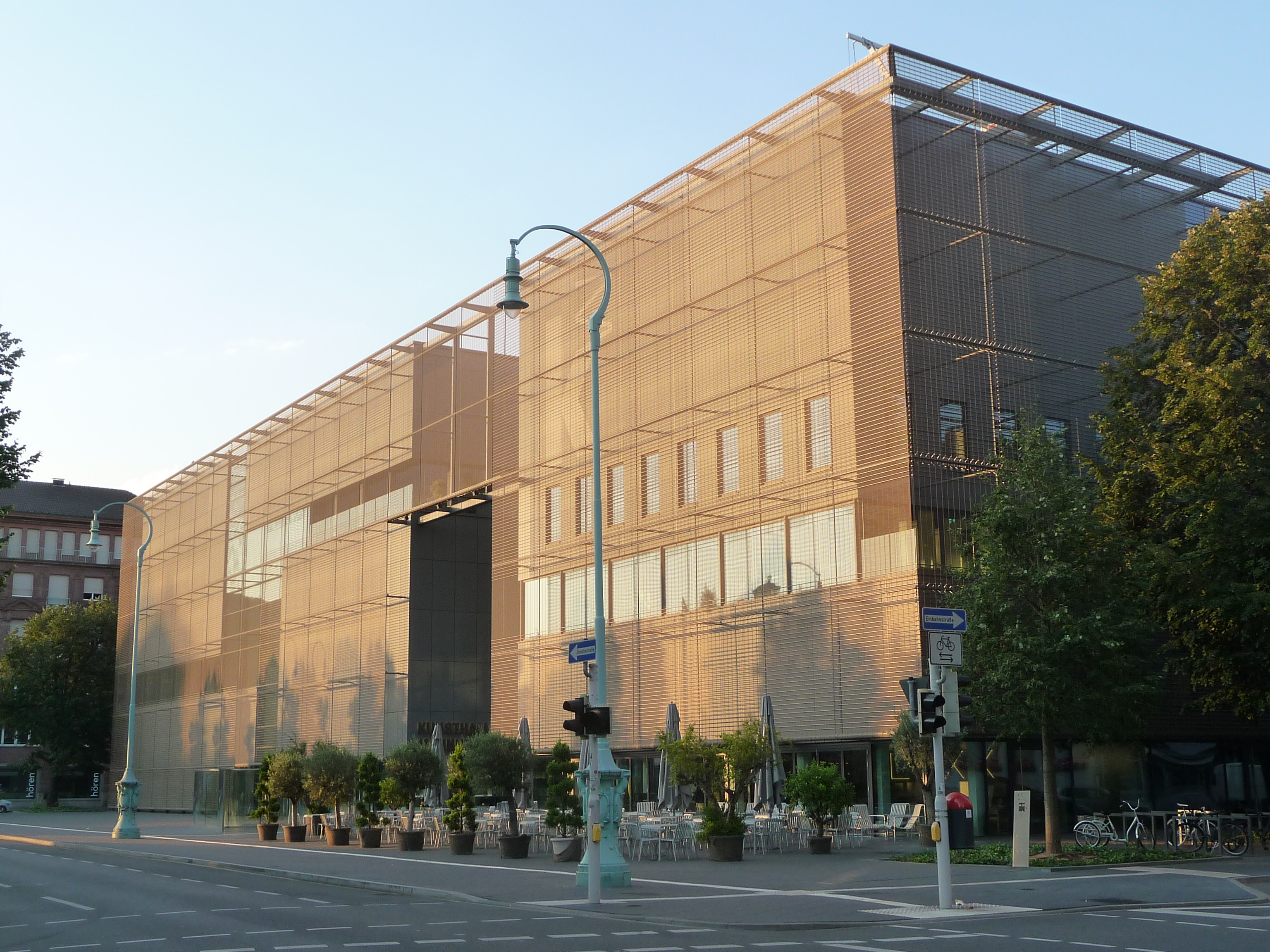
Новое здание Кунстхалле

Спроектированное Германом Биллингом, здание было возведено как временное сооружение для участия в Международной художественной выставке 1907 года, посвященной 300-летию основания города. Первоначально предполагалось снести его после этой выставки; позже оно было преобразовано в муниципальную художественную галерею.
Разработанное гамбургскими архитекторами из Gerkan, Marg & Partners новое пространство площадью 13000 квадратных футов (1200 квадратных метров) с семью выставочными залами и атриумом со стеклянной крышей высотой 22 м было открыто в 2018 году. Конструкция из бетона, стекла и стали покрыта сеткой из нержавеющей стали.

## Директора и сотрудники
Первый директор (1909—1923) — Фриц Вихерт.
С 2019 года директором является Йохан Хольтер.

## Галерея

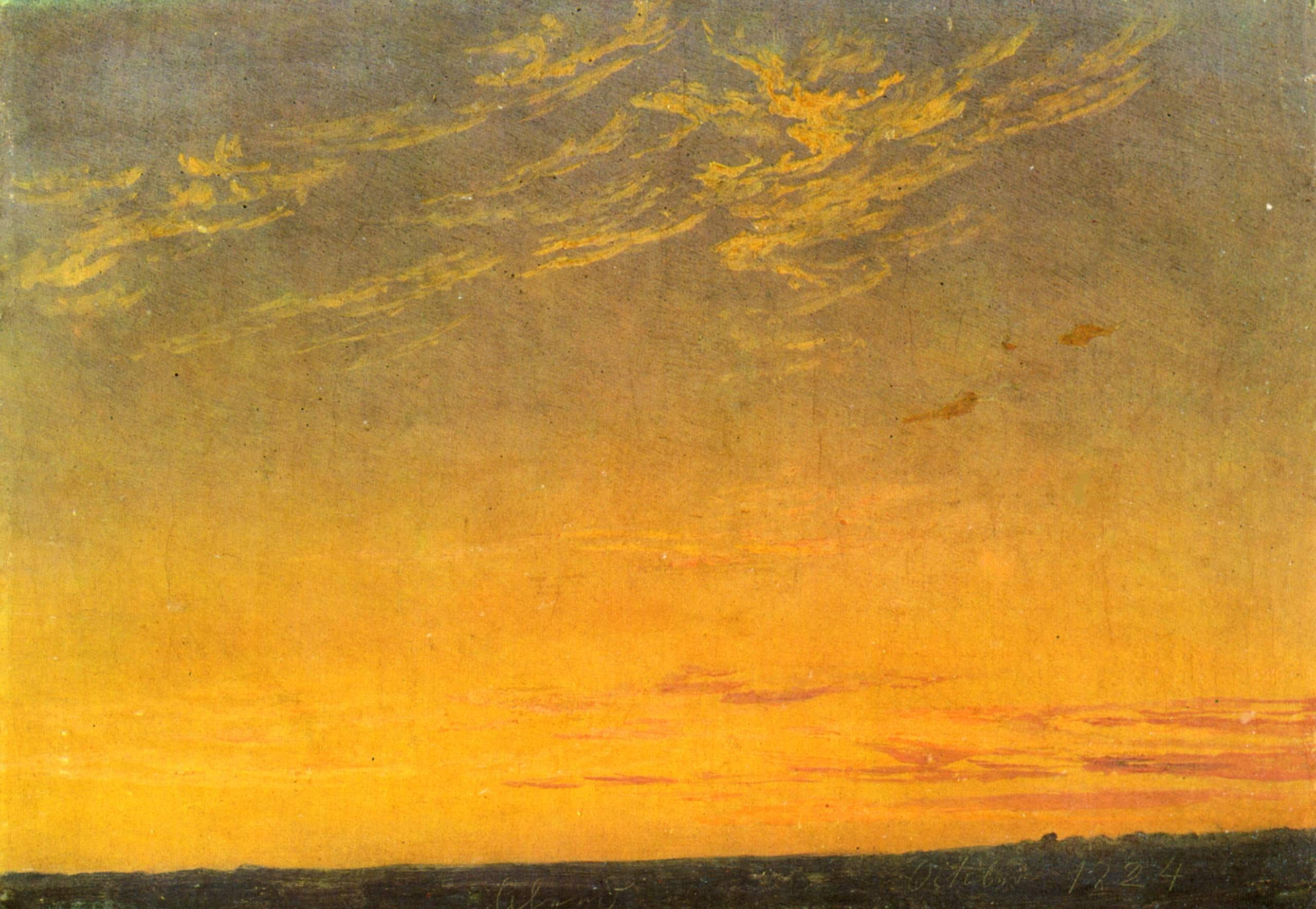
Каспар Давид Фридрих, Вечер с облаками, 1824
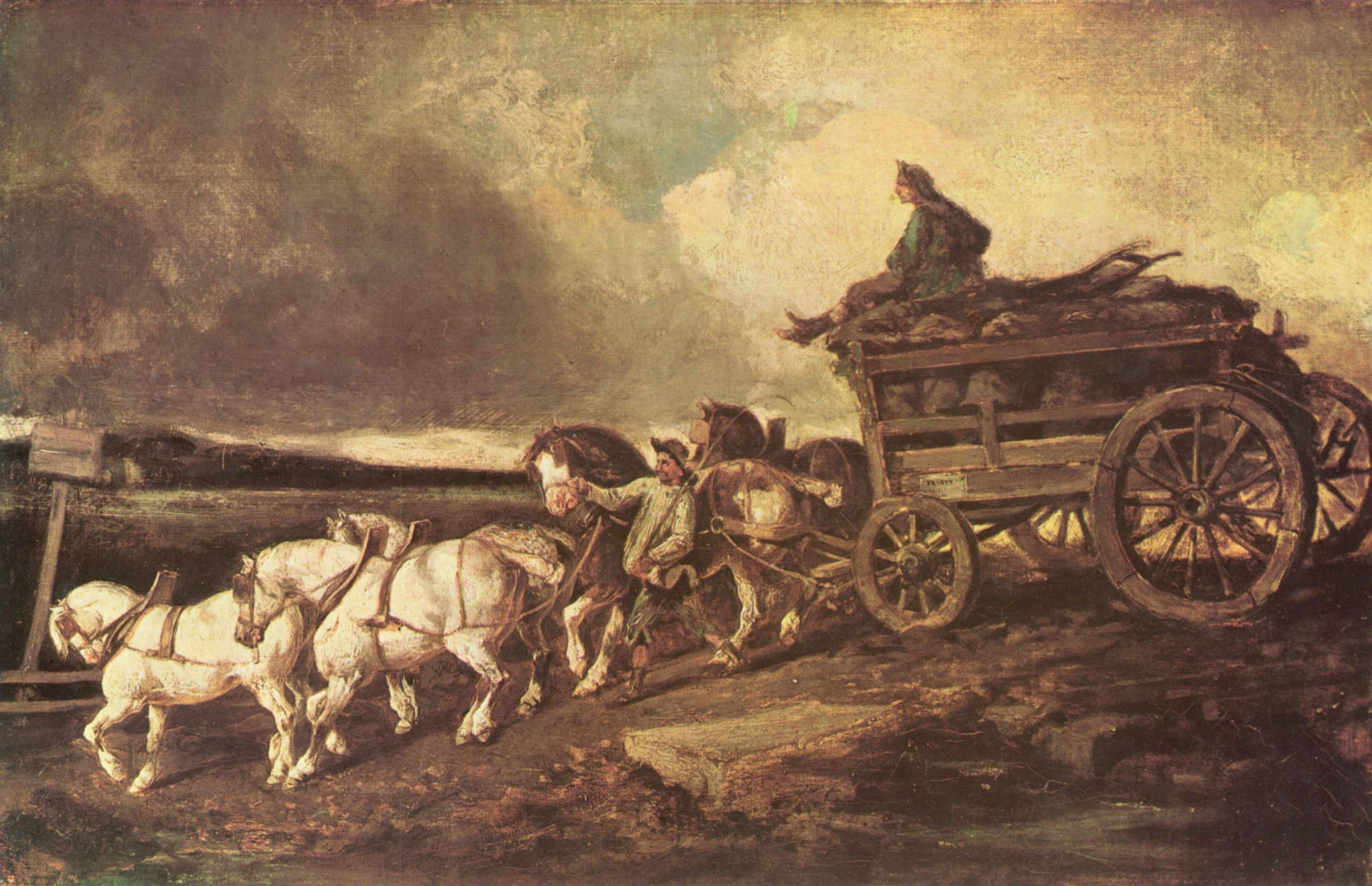
Теодор Жерико, 1821-1822
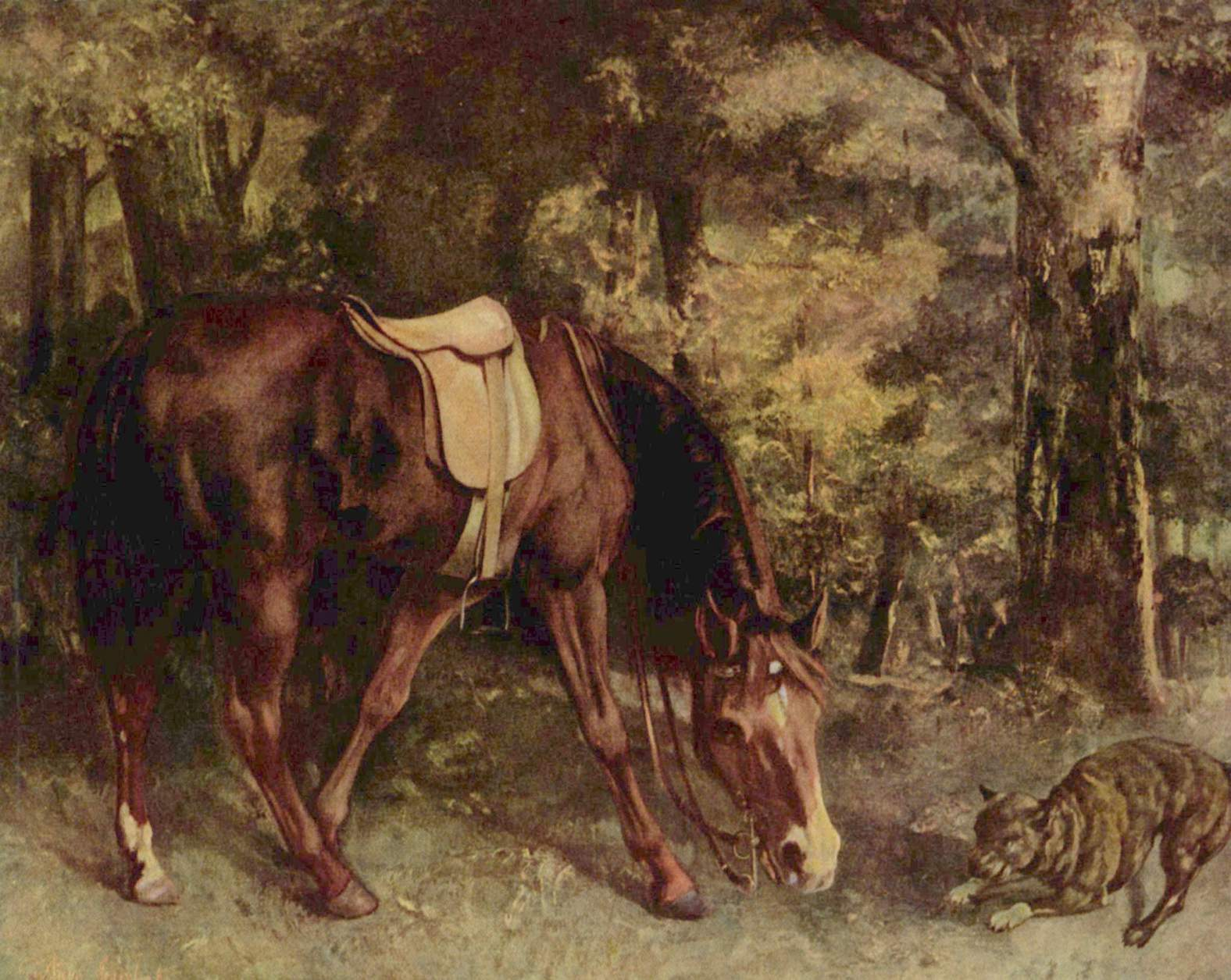
Гюстав Курбе, 1863
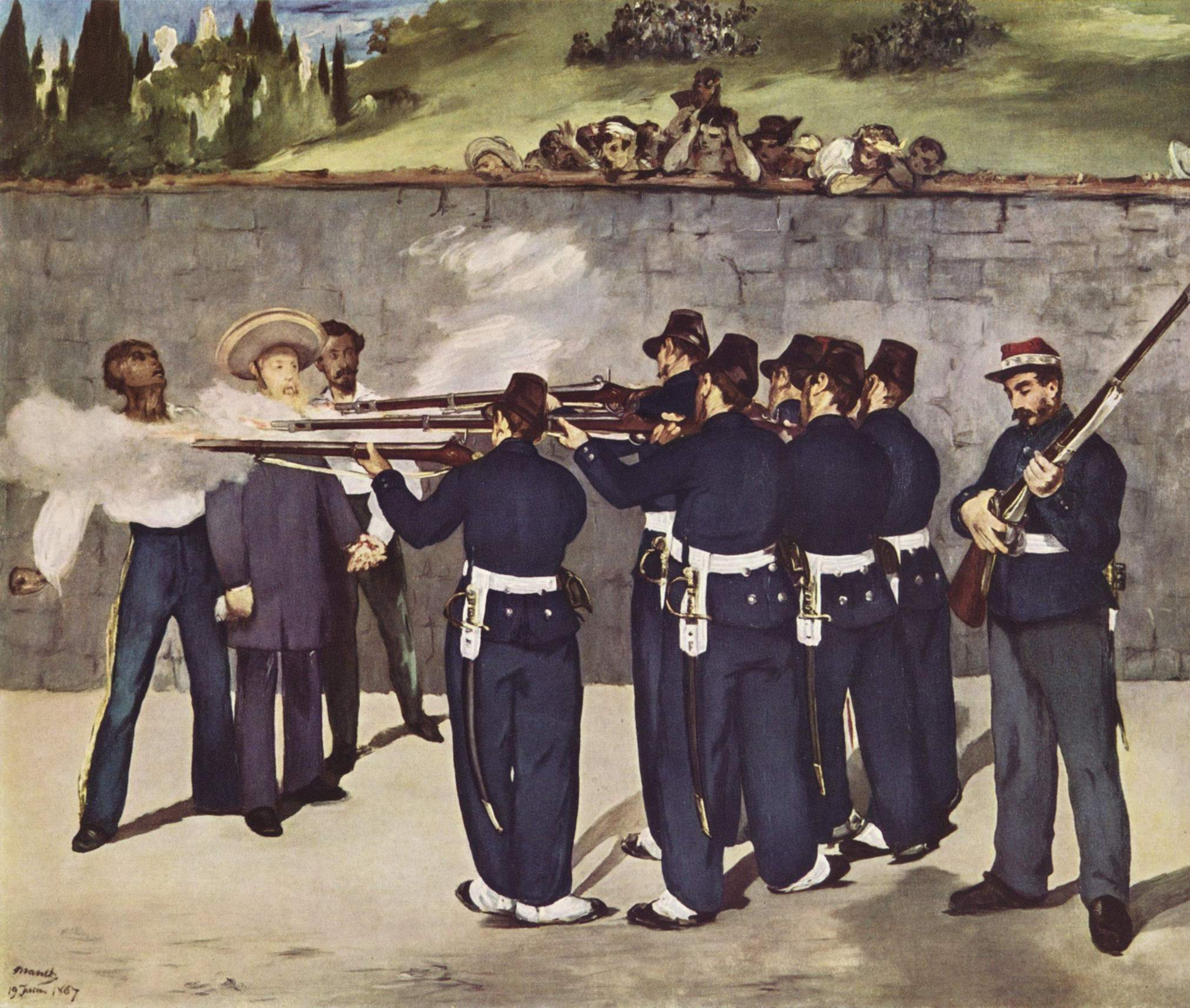
Эдуард Мане, Расстрел императора Максимилиана, 1868-1869
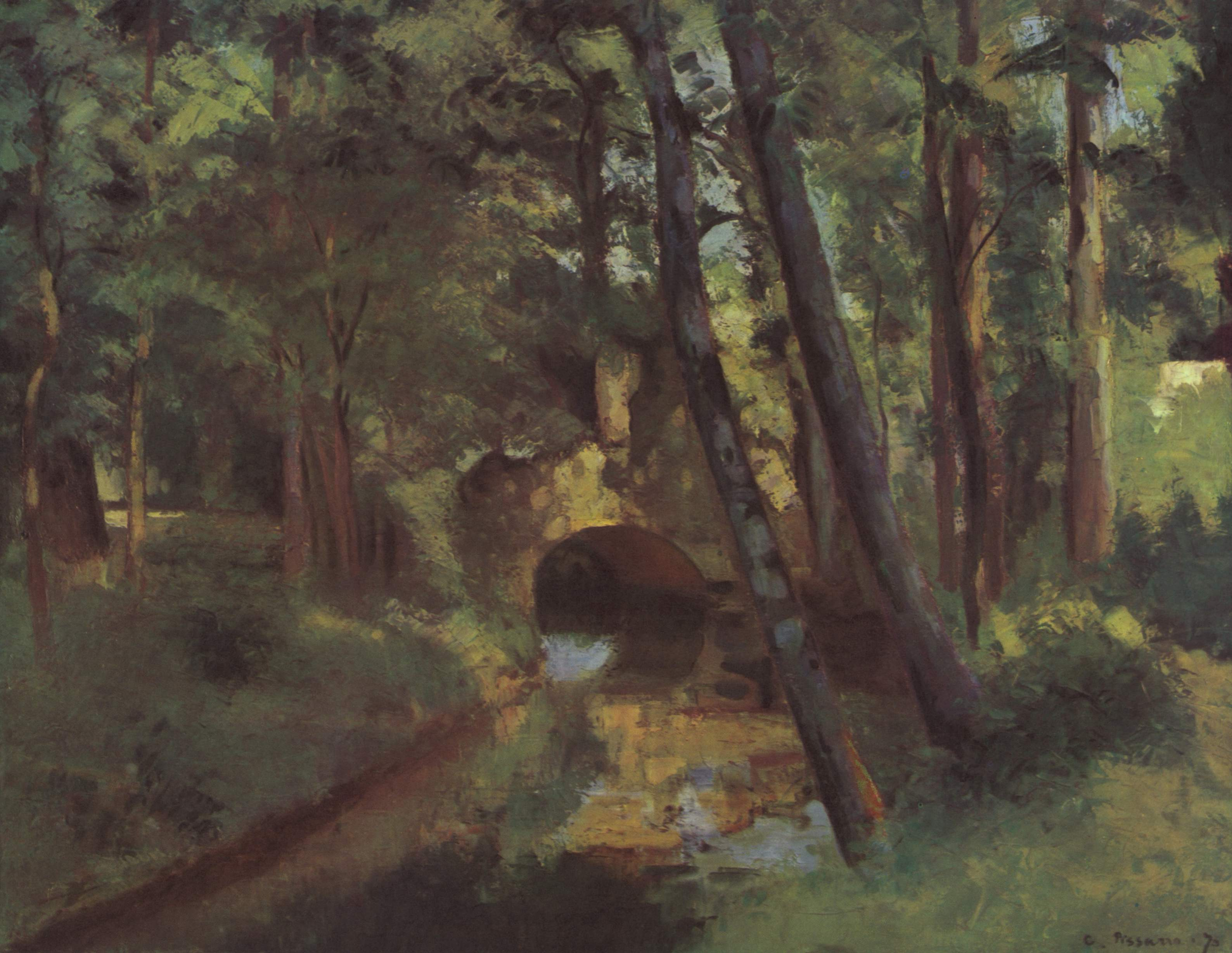
Камиль Писсарро, 1875
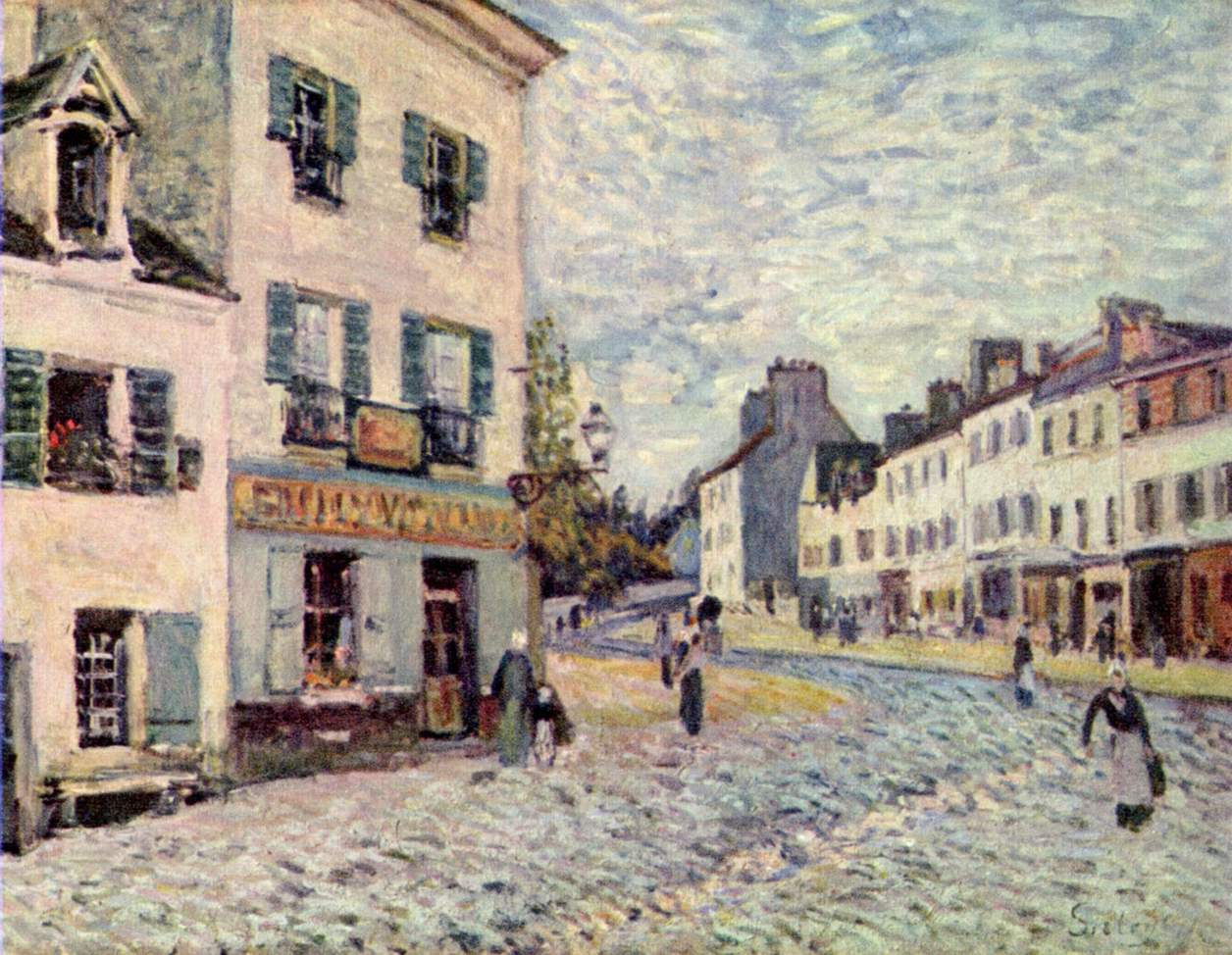
Альфред Сислей, Улица в Марли, 1876
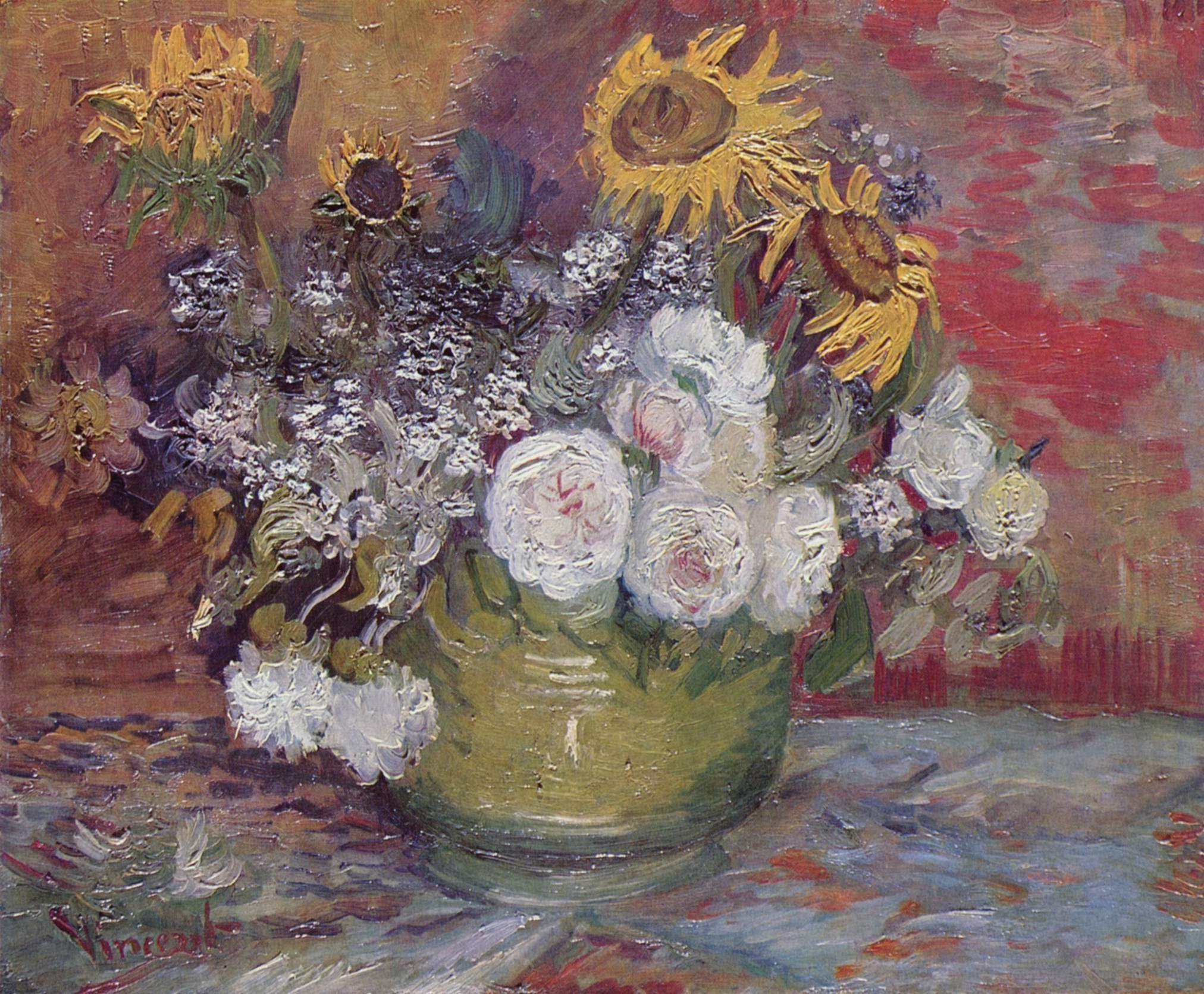
Винсент ван Гог, Розы и подсолнухи, 1886
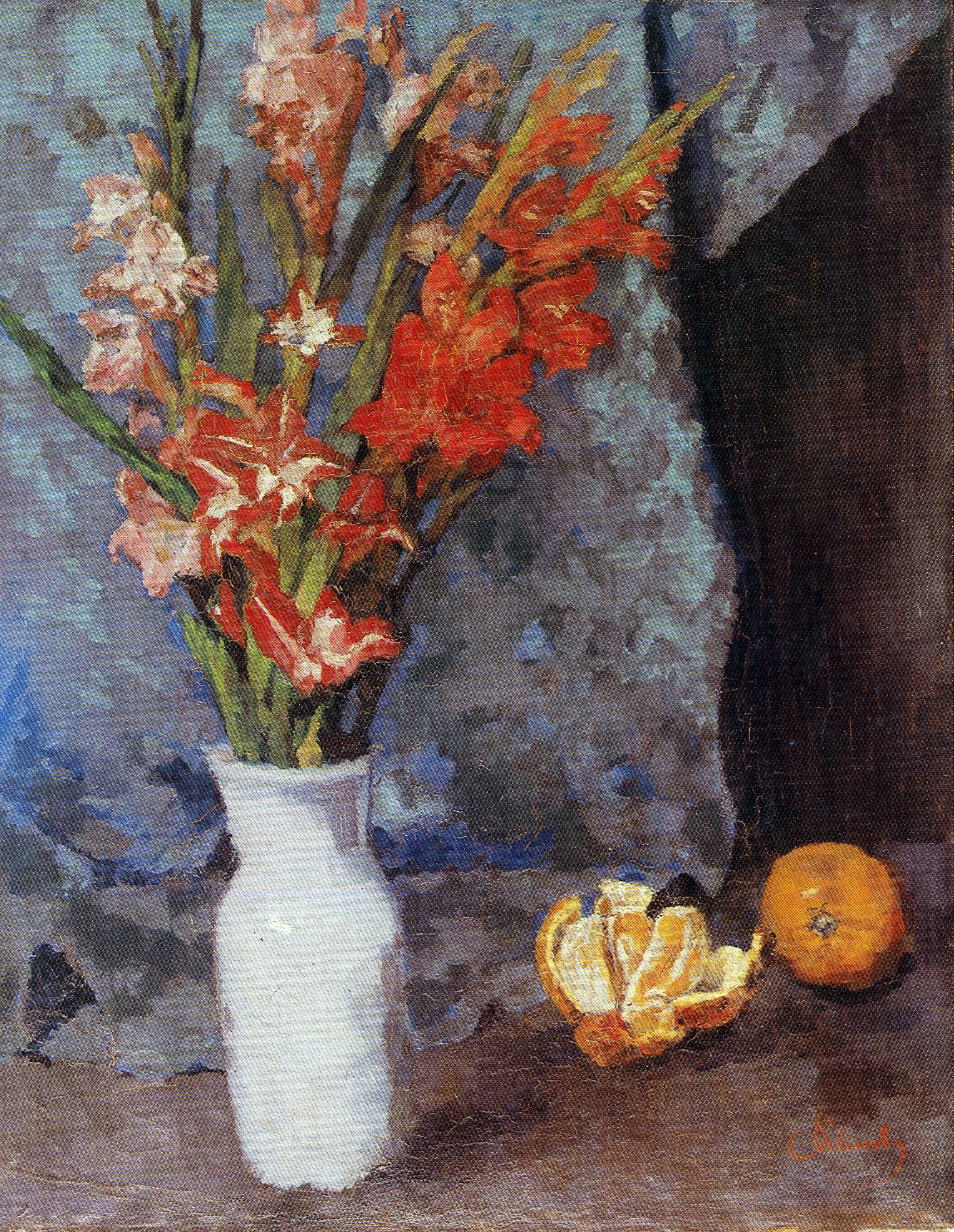
Карл Шух, Гладиолусы и апельсины, 1890
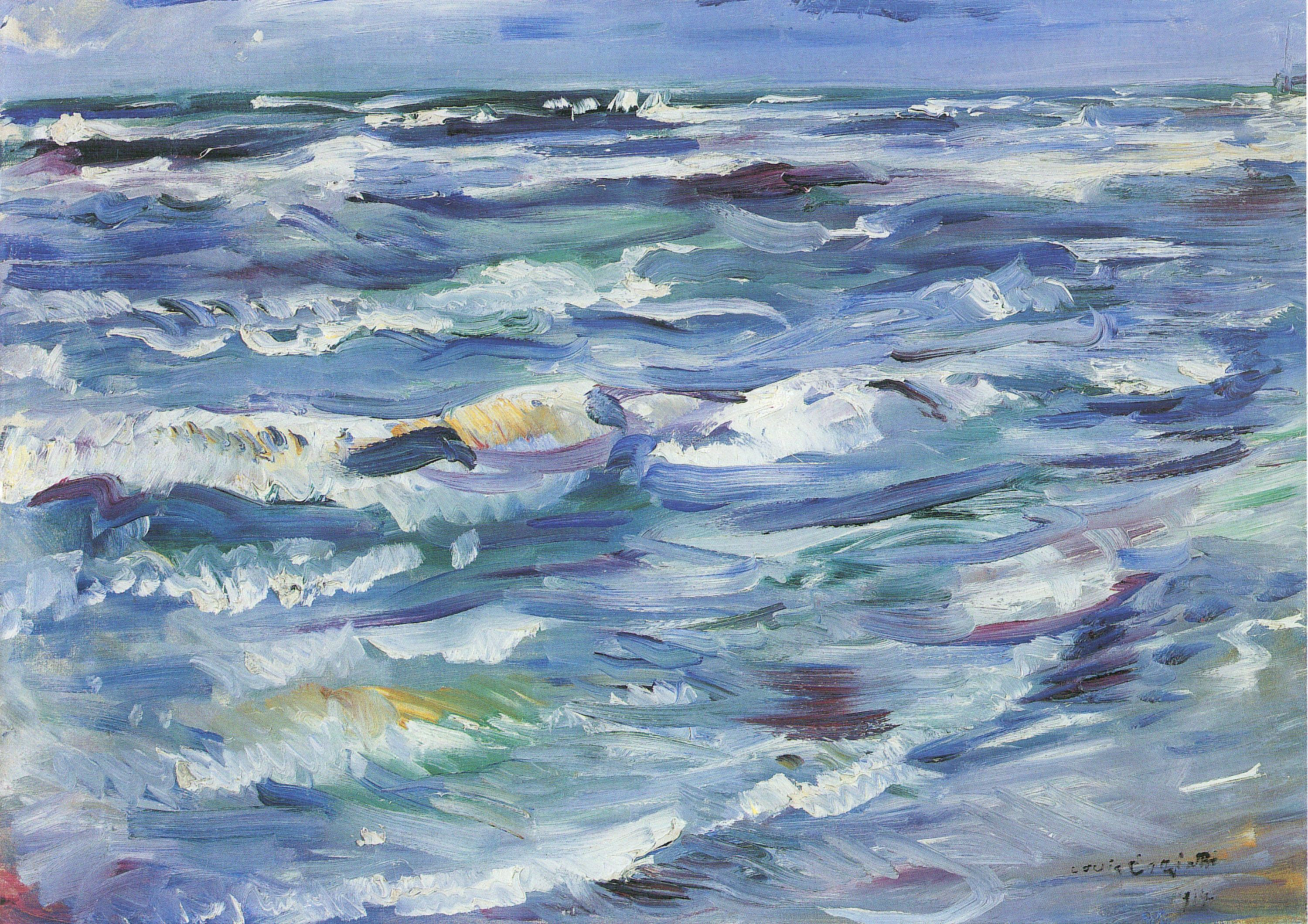
Ловис Коринт, Море у Ла Специи, 1914